# 伊莉莎白 (印地安納州)
伊莉莎白（英語：Elizabeth）是一個位於美國印地安納州哈里森縣的城鎮。

## 人口
根據2010年美國人口普查的數據，伊莉莎白的面積為0.68平方千米，當中陸地面積為0.68平方千米，而水域面積為0.00平方千米。當地共有人口162人，而人口密度為每平方千米238人。